# UFC Fight Night: Diaz vs. Neer
UFC Fight Night: Diaz vs. Neer (también conocido como UFC Fight Night 15) fue un evento de artes marciales mixtas celebrado por Ultimate Fighting Championship el 17 de septiembre de 2008 en el Omaha Civic Auditorium, en Omaha, Nebraska.

## Historia
El evento principal contó con un combate de peso ligero entre Nate Diaz y Josh Neer.

## Premios extra
Cada peleador recibió un bono de $30,000.
- Pelea de la Noche: Nate Diaz vs. Josh Neer
- KO de la Noche: Alessio Sakara
- Sumisión de la Noche: Wilson Gouveia